# Marinálás

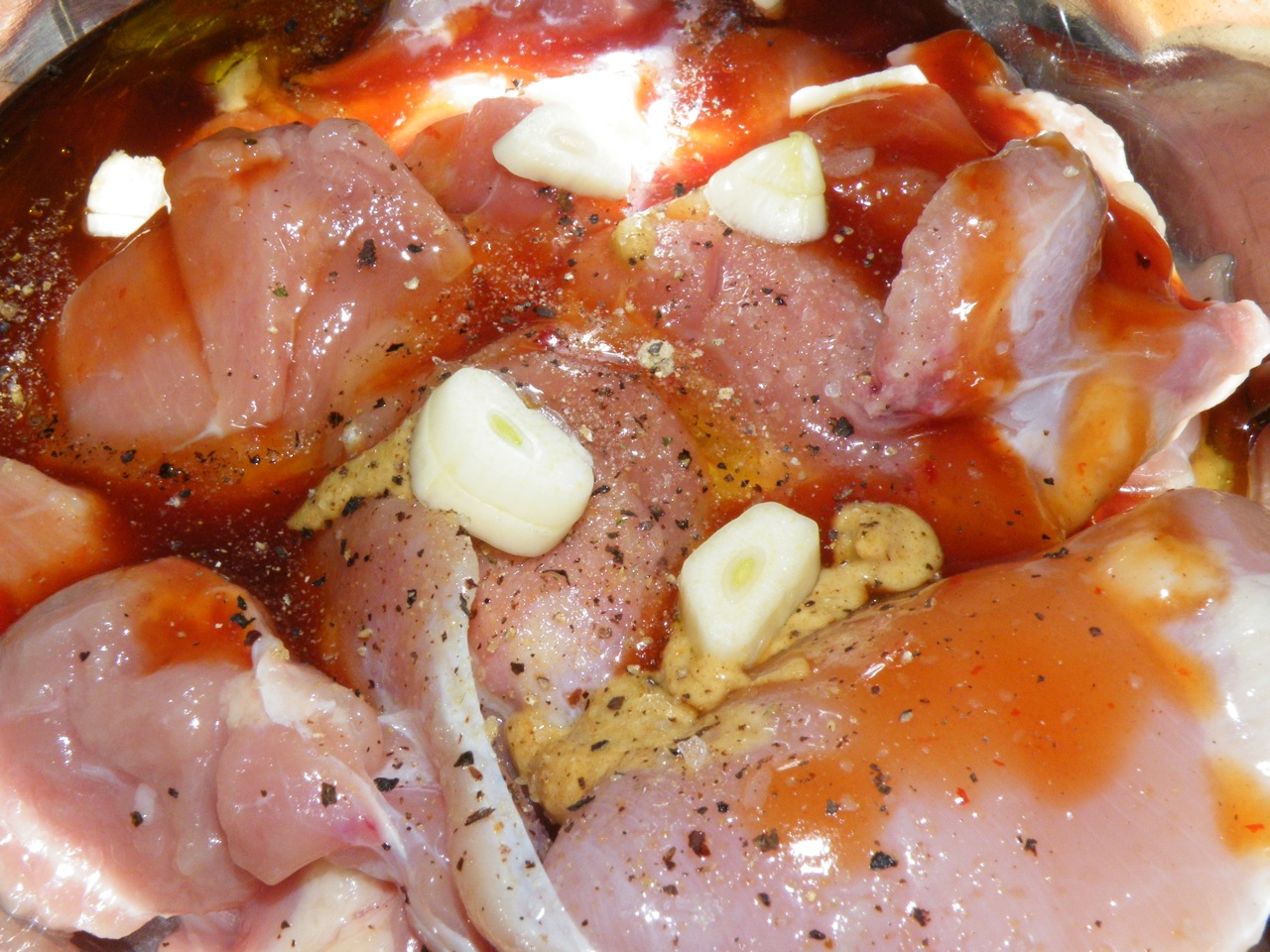
Csirke a páclében

A marinálás élelmiszerek elkészítés előtti pácolása fűszerezett, gyakran savas kémhatású folyadékban.

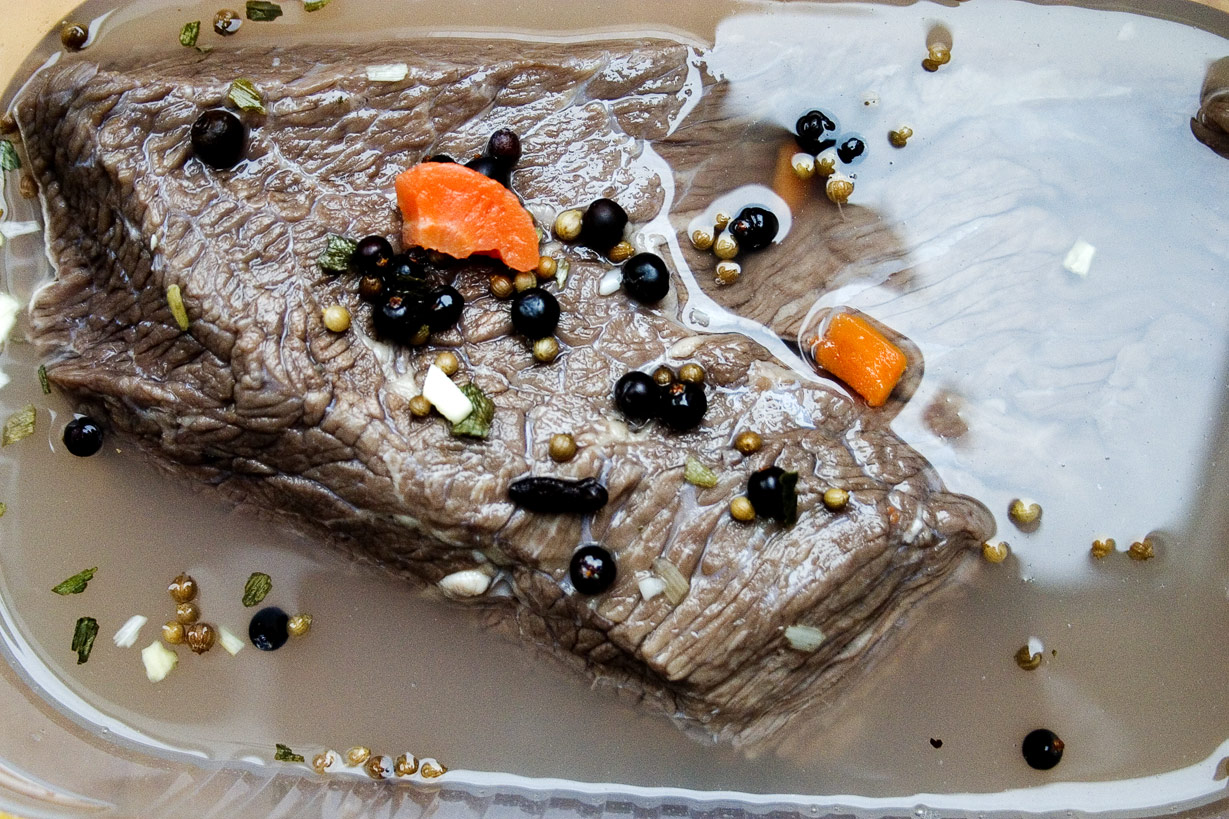
Marinált marhahús savanyú lében

A szó eredete utal a pácolási folyamat során használt sóra (sale marina), ez adja meg a sós ízt. A folyadék összetétele változó lehet, a pácnál különböző savas kémhatású összetevőket, mint például ecetet, citromlét, bort és fűszereket is használnak. Gyakori a fokhagyma, vöröshagyma, bors, köménymag, babérlevél, borókabogyó, cukor, koriandermag, borsikafű, a só alapú-, vagy előre elkészített szószok használata is.
A marinálás nagyon népszerű eljárás a húsok ízesítésére, illetve keményebb húsfajták, vagy darabok megpuhítására. Az eljárás hossza nagyon változó, lehet csupán néhány perc, de napok is. Példaként említhető az indiai konyha, ahol nagyon népszerű a húsok marinálása előre készített fűszerkeverékekkel.

## A folyamat működése

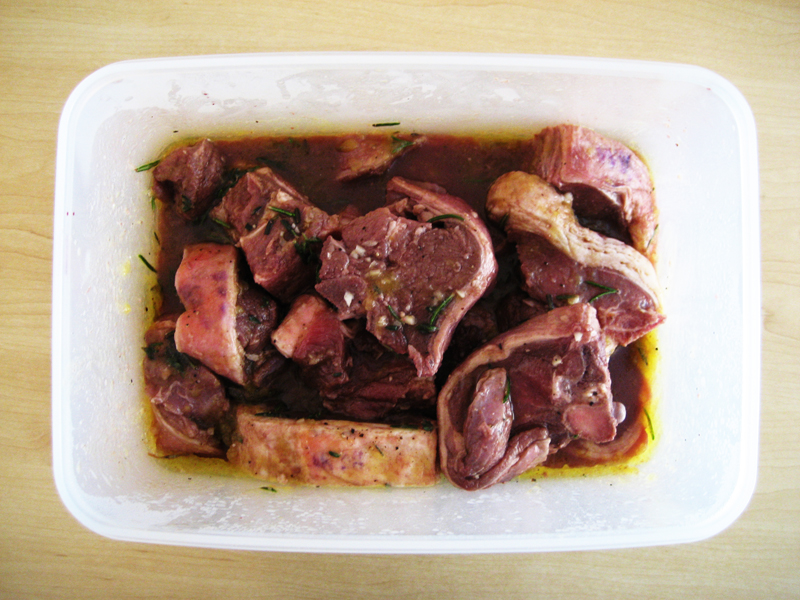
Bárányhús marinálása

A húsokban a sav lebontja a szövetek egy részét, így azok több nedvességet képesek felvenni - az eredmény egy ízletesebb, zamatosabb hús. A sav mennyisége fontos, hiszen a túl sok sav tönkreteheti a végterméket: a marinálás során kényes egyensúlyt kell fenntartani a savak, az olaj és a fűszerek között.

## Egészségügyi kockázatok
Az American Institute for Cancer Research (kb. Amerikai Rákkutatatási Intézet) ajánlása szerint a nyers húsoknál használt pácokat nem célszerű újra felhasználni, mivel a húsok (vöröshús, hal, csirke stb.) egészségtelen anyagokat és mikroorganizmusokat tartalmazhatnak, melyek átkerülhetnek a pácba. Ezen anyagokat a főzési vagy sütési folyamat semlegesítheti, de a pác újbóli felhasználásával a következő húsanyagot is kitehetjük a fertőzés forrásának. Célszerű minden alkalommal újabb pácot készíteni.

## Fordítás
- A szócikk az angol Wikipédia Marination szócikke alapján készült.